# Vidalia (Louisiana)
Vidalia is een plaats (town) in de Amerikaanse staat Louisiana, en valt bestuurlijk gezien onder Concordia Parish.

## Demografie
Bij de volkstelling in 2000 werd het aantal inwoners vastgesteld op 4543.
In 2006 is het aantal inwoners door het United States Census Bureau geschat op 4240, een daling van 303 (-6,7%).

## Geografie
Volgens het United States Census Bureau beslaat de plaats een oppervlakte van
6,0 km², geheel bestaande uit land.

## Plaatsen in de nabije omgeving
De onderstaande figuur toont nabijgelegen plaatsen in een straal van 20 km rond Vidalia.